# 芒特艾里鎮區 (北卡羅萊納州薩里縣)
芒特艾里鎮區（英語：Mount Airy Township）是位於美國北卡羅萊納州薩里縣的一個鎮區。

## 地方資料
芒特艾里鎮區的面積為78.99平方千米，皆為陸地。根據2020年美國人口普查的數據，當地共有人口23750人，而人口密度為每平方千米300.67人。